# Tineo
Tineo (Tinéu, in asturiano) è un comune spagnolo di 11 146 abitanti situato nella comunità autonoma delle Asturie, in particolare nella comarca del Narcea.

## Geografia fisica
Il comune di Tineo è situato nella parte occidentale delle Asturie, e confina a nord con Valdés, a sud con Cangas del Narcea, a ovest con Villayón e Allande, e ad est con Salas, Belmonte de Miranda e Somiedo. Ha una superficie di 540,83 km², essendo il secondo comune del Principato per superficie.
La città di Tineo è il capoluogo del comune.
Il comune di Tineo è formato da 44 località, chiamate "parroquias", senza per questo dover coincidere con una chiesa parrocchiale.
| - Arganza - Bárcena del Monasterio - Borres - Brañalonga - Bustiello - Calleras - Cerredo - Cezures - Collada - El Baradal - El Pedregal | - El Rodical - Fastias - Francos - Genestaza - La Barca - La Pereda - Merillés - Miño - Muñalén - Naraval - Navelgas | - Nieres - Obona - Ponte - Porciles - Pozón - Relamiego - Rellanos - San Félix - San Facundo - San Fructuoso - San Martín de Semproniana | - Sangoñedo - Santa Eulalia - Santianes - Sobrado - Sorriba - Tablado - Tineo - Troncedo - Tuña - Villatresmil - Zardaín |

## Storia

### Preistoria e romanizzazione
Già in periodo preistorico il territorio di Tineo aveva presenze umane, ed è il periodo neolitico quello da cui ci sono arrivate testimonianze archeologiche più rilevanti, come diversi tumuli che si trovano nella sierra Cabra, la Curiscada, Bustellán, Tamallanes, Bones, Campiello, el Baradal o Merillés.
Per quanto riguarda la castrocultura, è nota la presenza di almeno una quindicina di insediamenti fortificati sparsi su tutto il territorio; si ritiene che la loro costruzione abbia avuto inizio nel Neolitico, sia continuata nel corso dell'età del bronzo, raggiungendo il massimo sviluppo nell'età del ferro. Tra gli insediamenti, da segnalare quelli di Riocastiello, Fresno e La Barca.
La colonizzazione romana, portò alle prime esplorazioni aurifere effettuate nel territorio di Tineo; di grande importanza quelle di Navelgas e Cerredo. A questo periodo risale anche la prima strada che attraversava il territorio del consejo e la derivazione di diversi toponimi locali e vari monete, altari, lapidi, steli fino alla costruzione di un acquedotto.

### Medioevo e evo moderno
Si riteneva che le prime notizie documentali su Tineo fossero quelle relative alla fondazione nell'anno 780 del monastero di Obana da parte del principe Adelgaster, figlio di re Silo. È stato però dimostrato che questo documento è un falso e, anche se il monastero ha un'anzianità notevole, si hanno prove della sua esistenza solo dal X secolo. A questo secolo appartengono diverse donazioni fatte all'autorità ecclesiastica, come quelle compiute da Alfonso III delle Asturie, e che comprendevano il monastero di Santa Maria e quello di Arganda, o quelle effettuate per conto del re Fruela II delle Asturie che comprendevano numerose chiese, come anche i monasteri di San Esteban de Sobrado, San Facundo e San Felix, con tutti i loro territori.

### Età contemporanea
Già nel XIX secolo c'è l'integrazione delle ultime proprietà signorili, con l'incorporazione nel 1827 di Obona, Sangodeño e Mirallo. Altri importanti eventi si sono verificati nel corso di questo secolo durante la guerra d'indipendenza, con la presenza di truppe tinetensi in prima linea contro l'invasione francese, e in diverse battaglie carliste.
I tempi più recenti hanno portato con sé un'altra guerra molto più sanguinosa, la guerra civile spagnola, anche se, fortunatamente, il comune si è ripreso in modo soddisfacente, trasformando Tineo nel punto di riferimento in tutto l'ovest asturiano.
Ai nostri tempi il comune vive di un'economia basata prevalentemente sull'allevamento ed è diventato per questo anche il maggior produttore di latte della Spagna. Di non minore importanza sono le miniere, specialmente di carbone, così come la produzione di energia idroelettrica.

## Galleria d'immagini

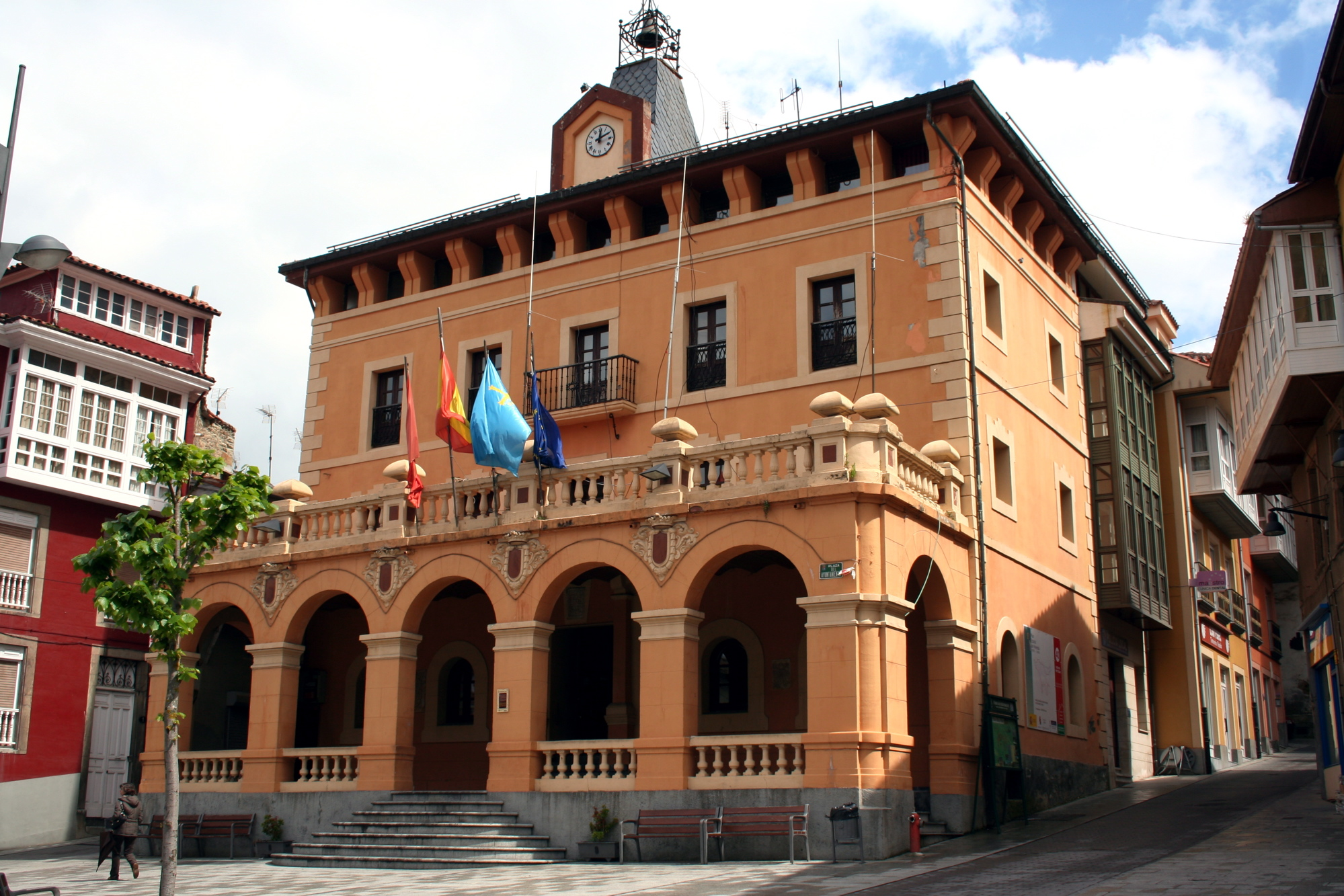
Municipio di Tineo
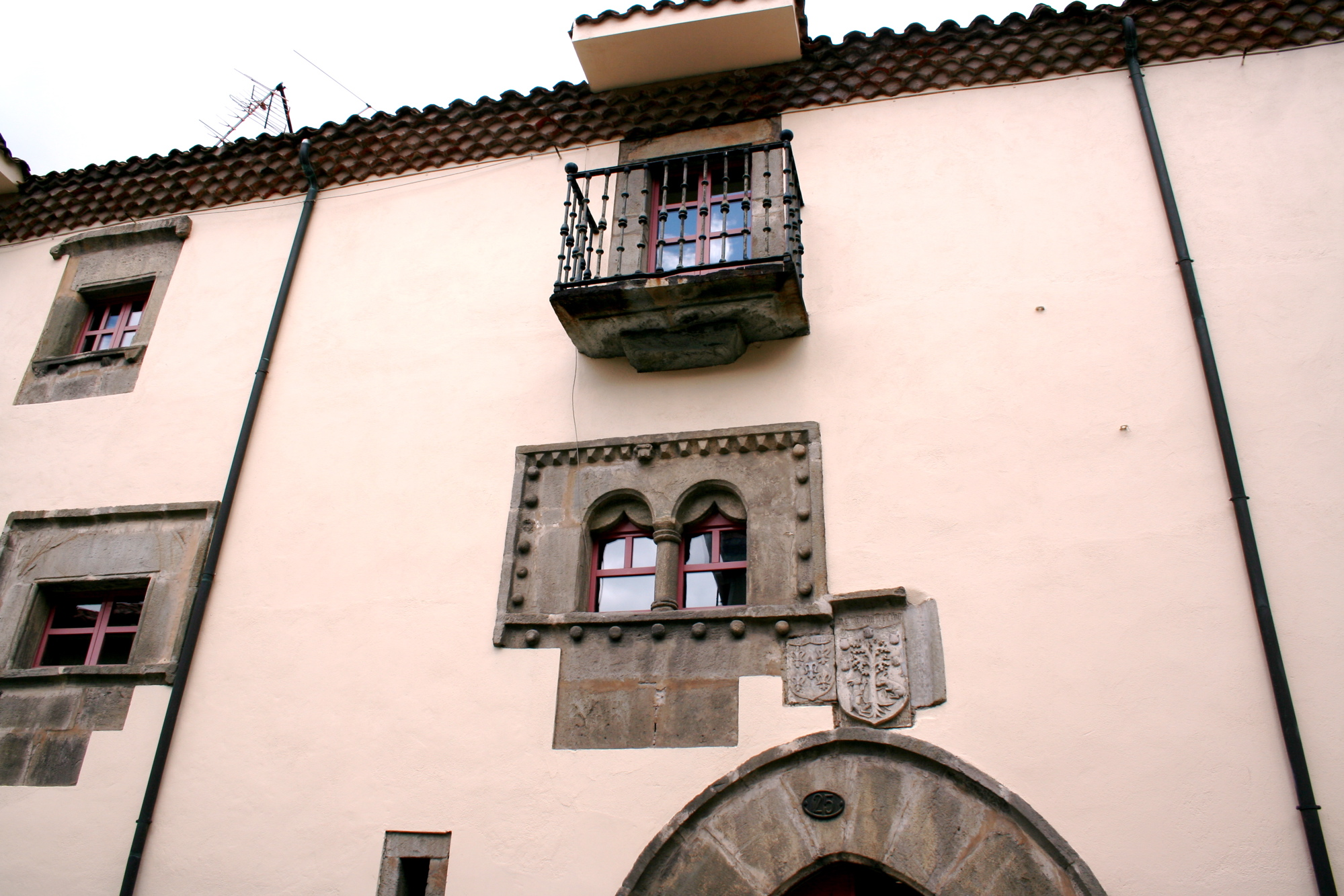
Palazzo dei García a Tineo
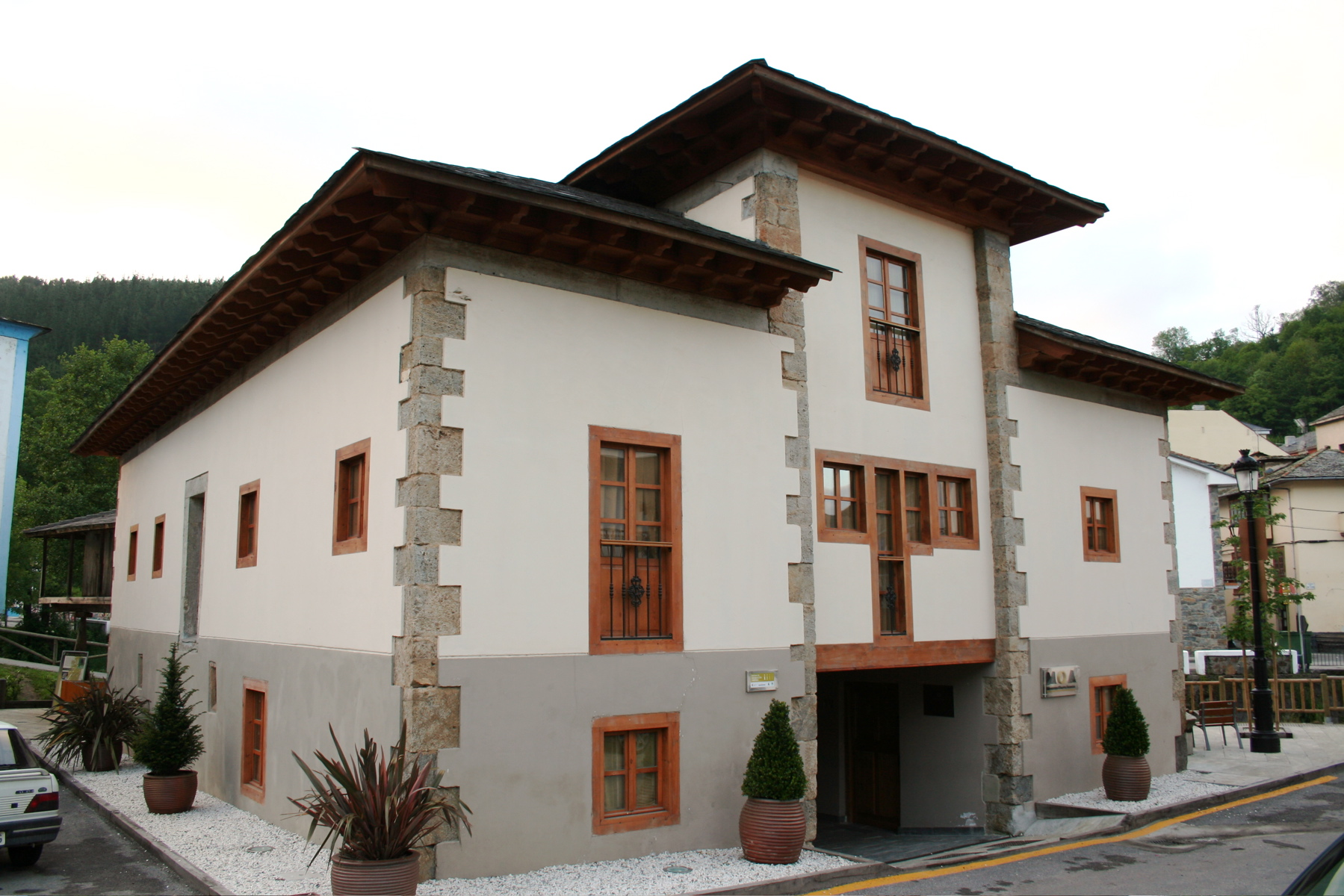
Museo dell'oro delle Asturie
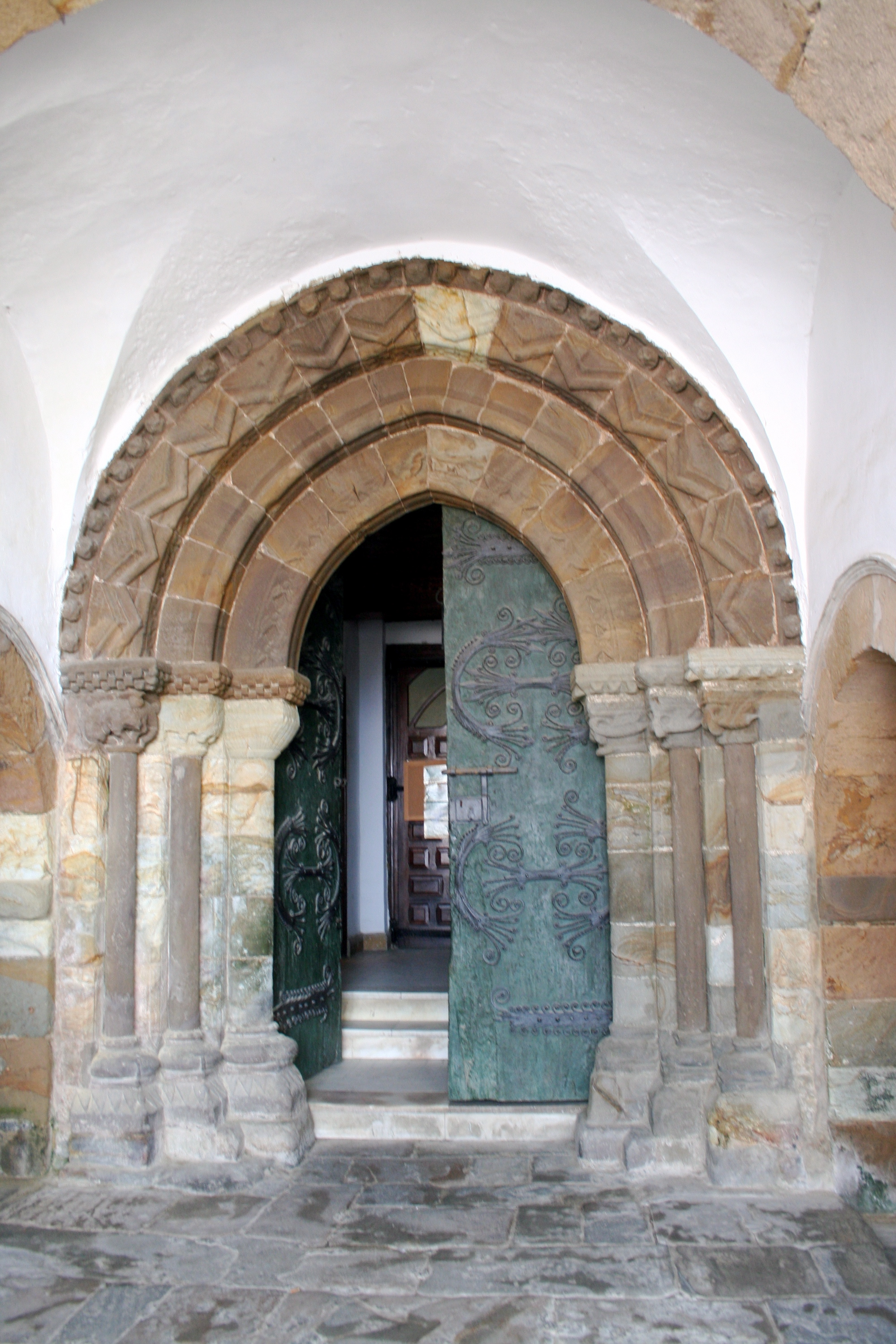
Ingresso della chiesa che ospita il museo d'Arte Sacra di Tineo
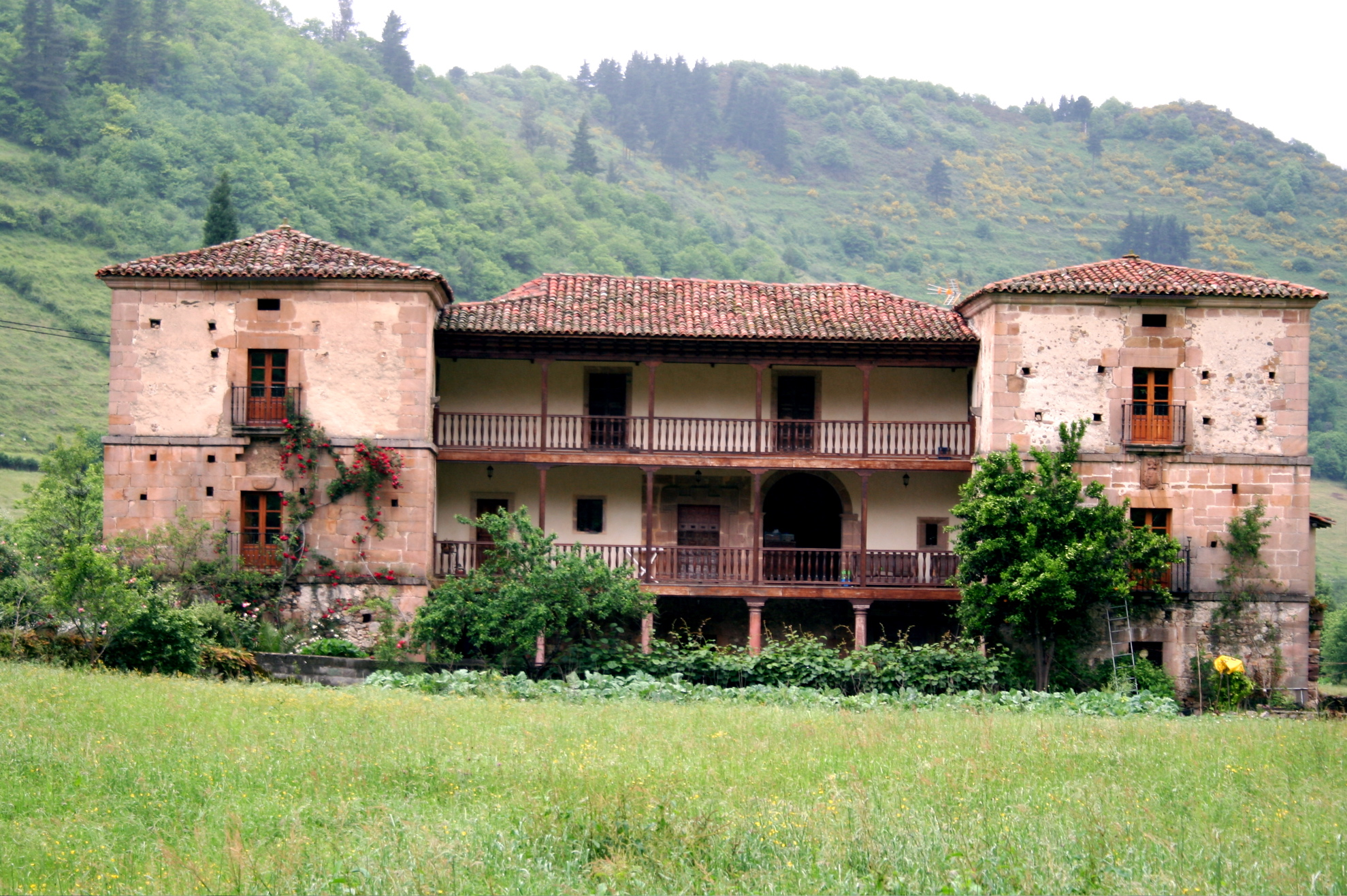
Palazzo del Cabo del ríol di Tuňa
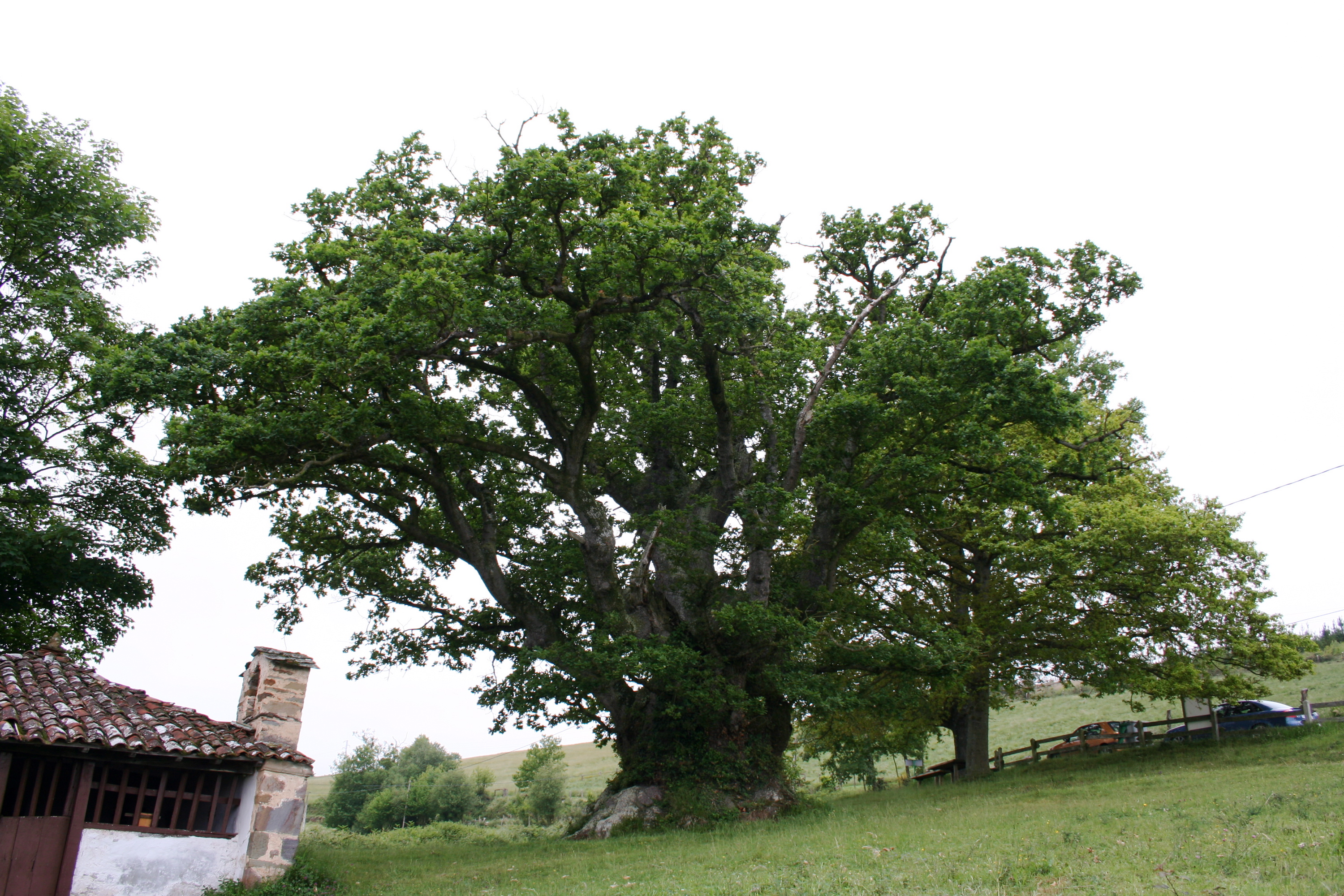
Quercia secolare detta del Valentín, sorge a fianco della cappelletta di S. Pietro
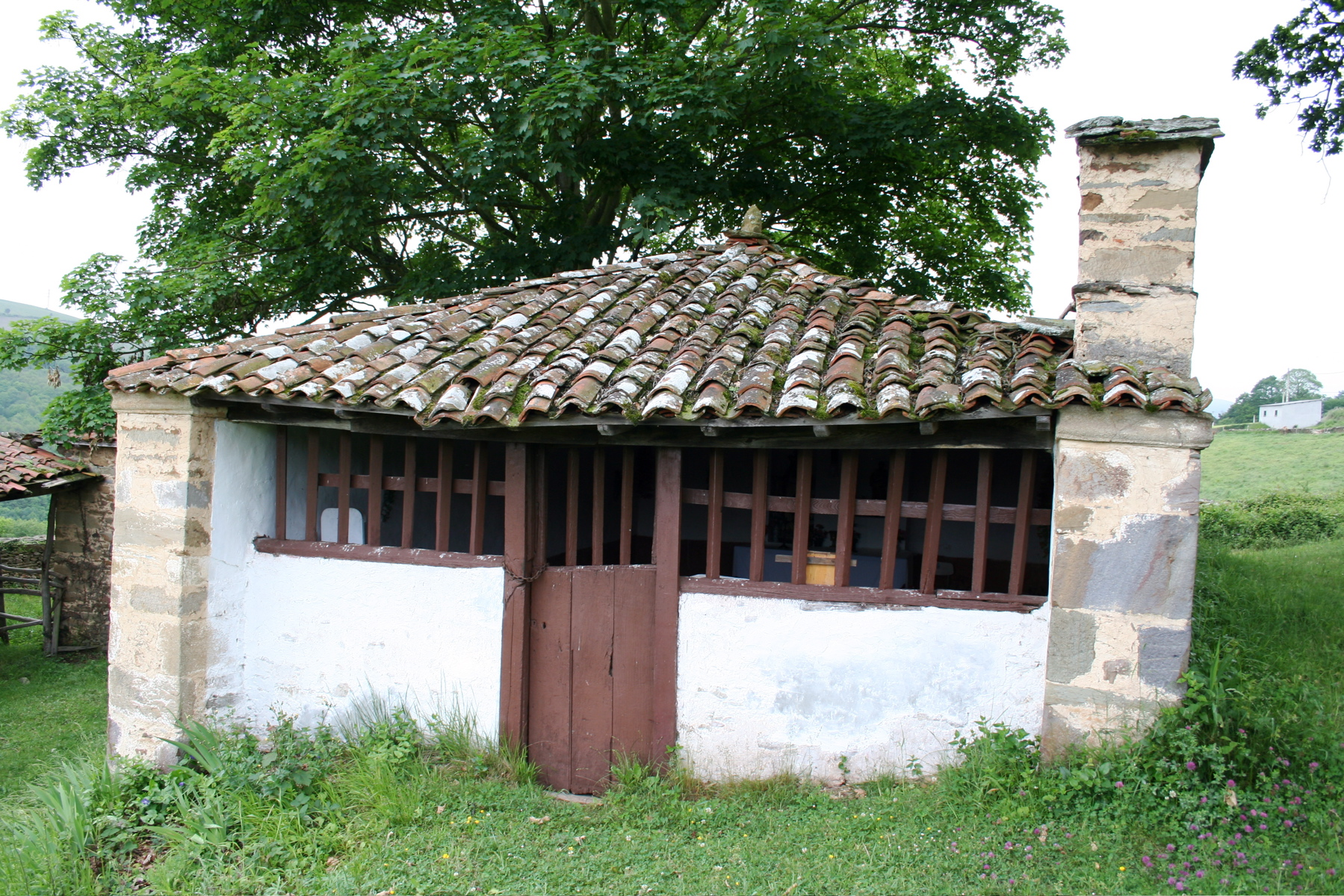
La cappelletta di S. Pietro che sorge a fianco della quercia secolare
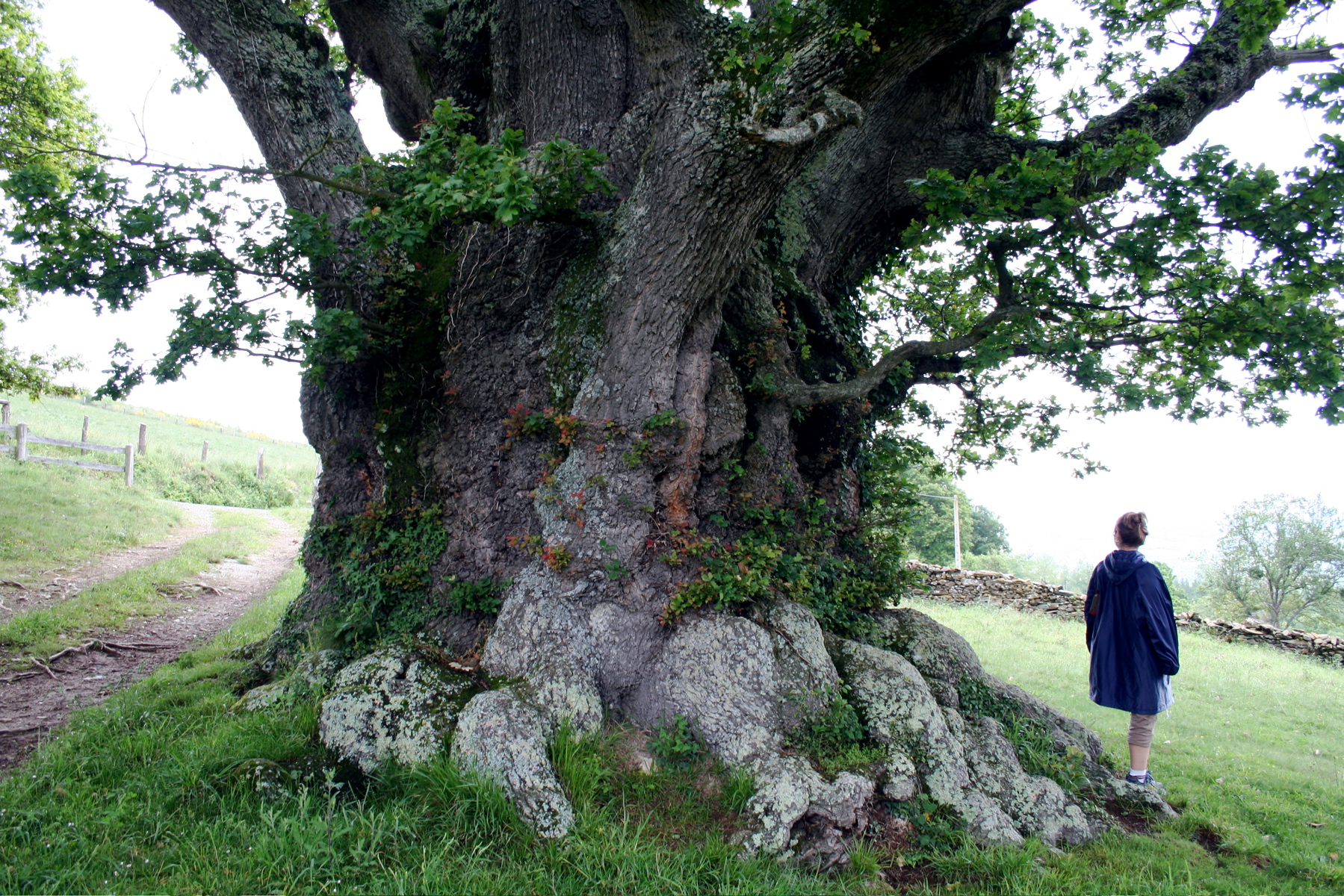
Dettaglio della quercia secolare detta del Valentín che sorge a fianco della cappelletta di S. Pietro
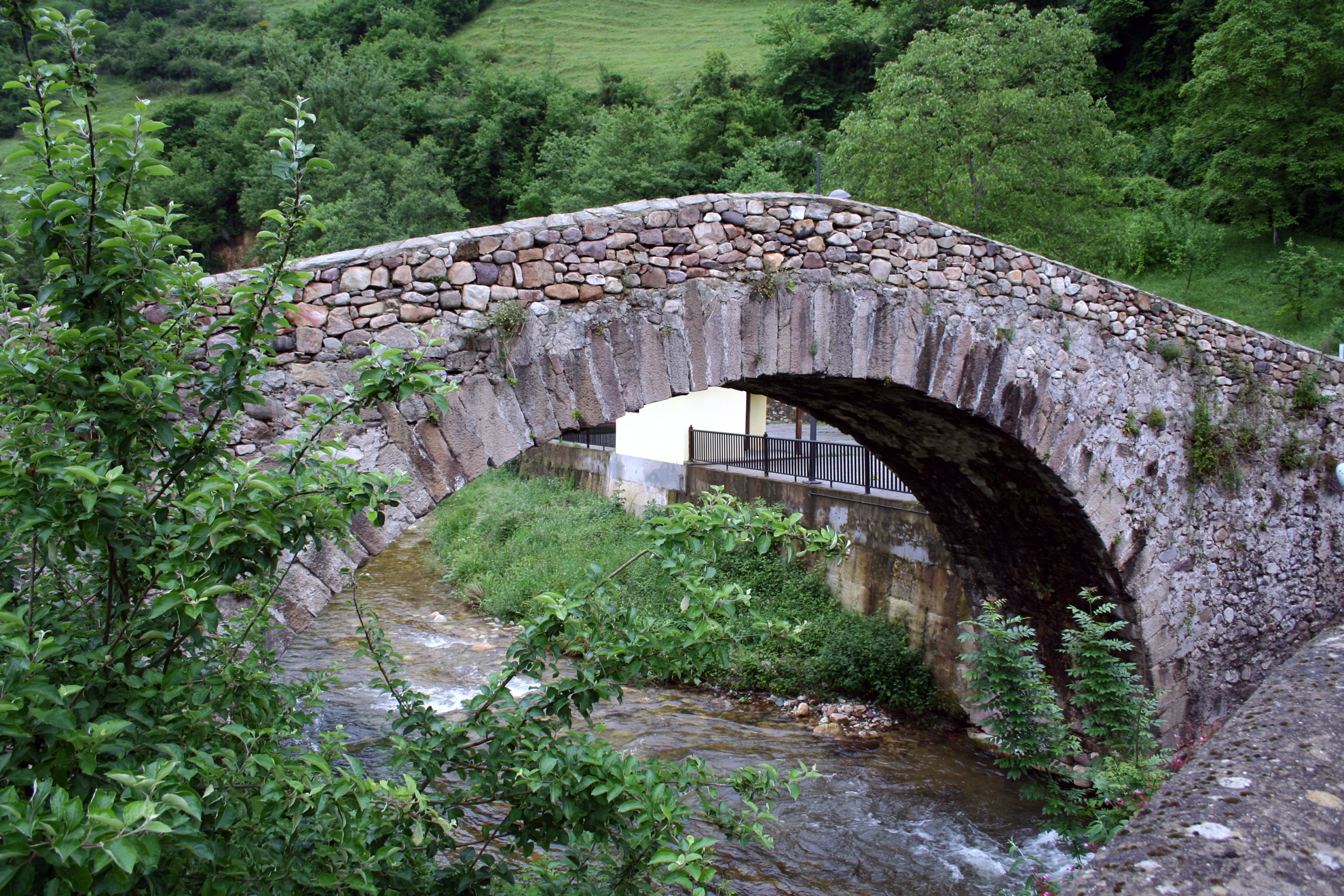
Ponte del Carral
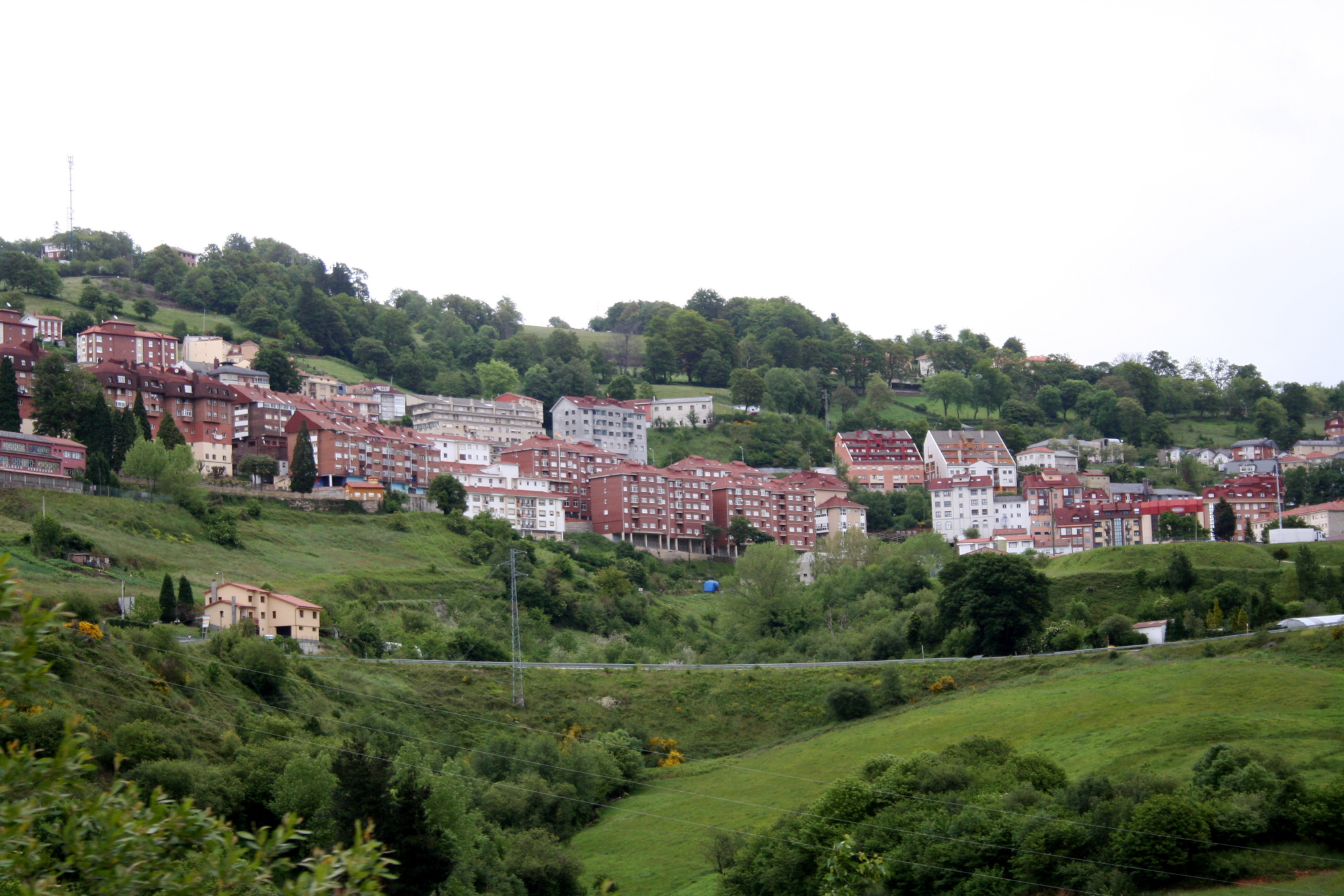
Veduta di Tineo
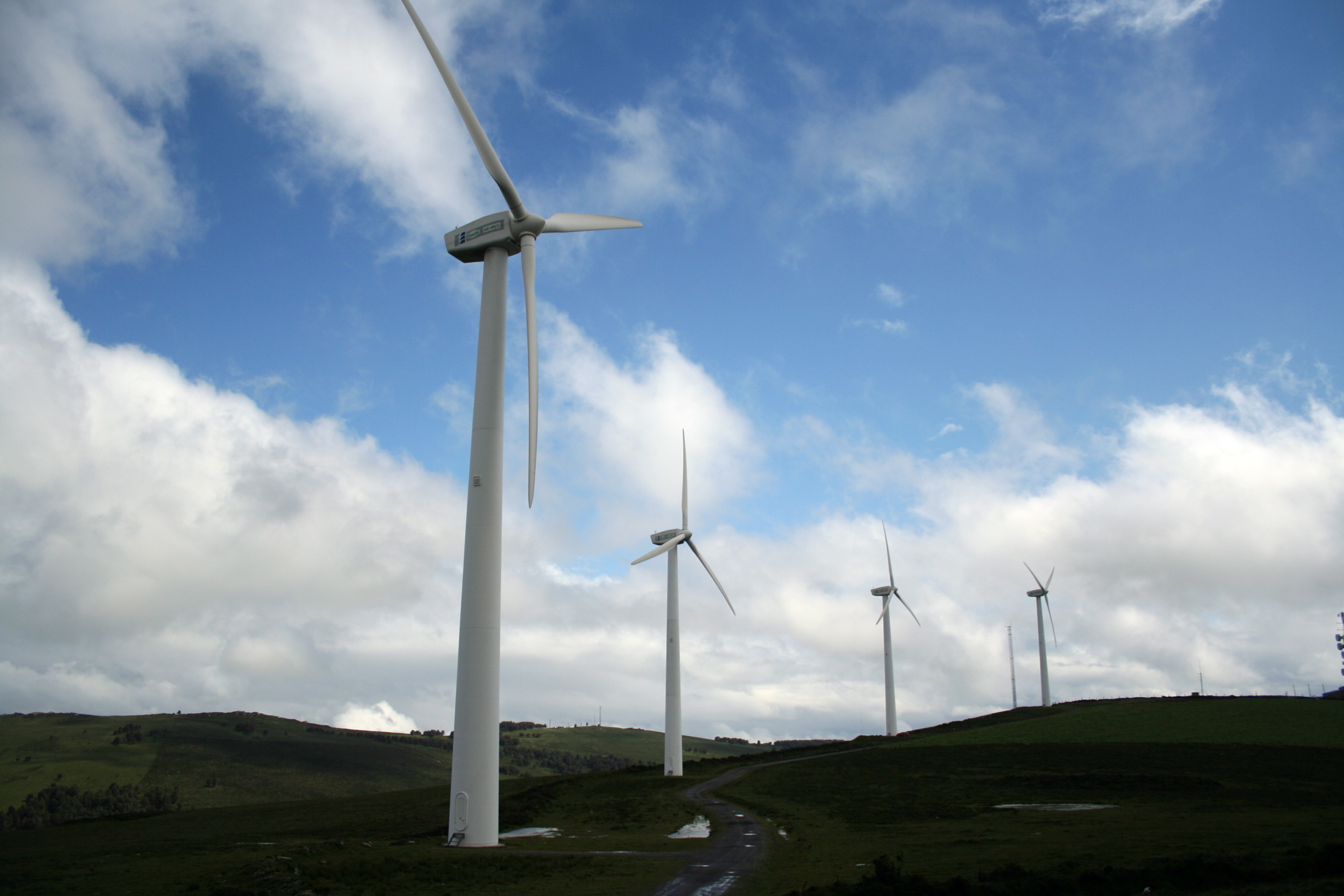
Parco eolico Picu'l Gayu a Tineo